# Manternach
Manternach − miejscowość i gmina (gemeng / commune / Gemeinde) we wschodnim Luksemburgu, w kantonie Grevenmacher. Do 3 października 2015 gmina leżała w dystrykcie Grevenmacher. Siedziba administracyjna gminy znajduje się w miejscowości Manternach. Liczy 2298 mieszkańców (1 stycznia 2023).  

## Podział administracyjny
Do gminy należą cztery miejscowości, w tym cztery (Uertschaft) oraz żaden lieu-dit:
1. Berbourg (Berbuerg / Berburg)
2. Lellig (Lelleg)
3. Manternach
4. Munschecker (Mënjecker / Münschecker)